# سوخارفکا
سوخارفکا (انگلیسی: Sukharevka) یک شهرک در شهرستان ملئوزوفسکی استان باشقیرستان کشور روسیه است.